# Rincón de la Victoria (Bolivien)
Rincón de la Victoria ist eine Ortschaft im Departamento Tarija im südamerikanischen Anden-Staat Bolivien.

## Lage im Nahraum
Rincón de la Victoria (auch: Rincón de La Tablada) ist der zweitgrößte Ort des Kanton La Victoria im Municipio San Lorenzo in der Provinz Eustaquio Méndez. Rincón de la Victoria liegt auf einer Höhe von 2147 m am rechten, südöstlichen Ufer des Río Victoria, der neun Kilometer flussabwärts in den Río Nuevo Guadalquivir mündet.

## Geographie
Rincón de la Victoria liegt am südöstlichen Rand der Hochebene des bolivianischen Altiplano auf dem Übergang zum Tiefland. Das Klima ist wegen der Binnenlage über mehr als die Hälfte des Jahres trocken, jedoch weitaus weniger rau als die Hochfläche und weist ein typisches Tageszeitenklima auf, bei dem die Temperaturschwankungen zwischen Tag und  Nacht in der Regel deutlich größer sind als die jahreszeitlichen Schwankungen.
Die Jahresdurchschnittstemperatur der Region liegt bei 19 °C  (siehe Klimadiagramm Tarija) und schwankt nur unwesentlich zwischen 15 °C im Juni/Juli und 22 °C von Dezember bis  Februar. Der Jahresniederschlag beträgt etwa 550 mm, mit einer stark  ausgeprägten Trockenzeit von April bis Oktober mit Monatsniederschlägen unter 30 mm, und einer Feuchtezeit von Dezember bis Februar mit über 100 mm Monatsniederschlag.

## Verkehrsnetz
Rincón de la Victoria liegt in einer Entfernung von vierzehn Straßenkilometern westlich von Tarija, der Hauptstadt des gleichnamigen Departamentos.
Durch Tarija führt die asphaltierte Nationalstraße Ruta 1, die von Bermejo im Süden an der argentinischen Grenze das gesamte bolivianische Hochland in Süd-Nord-Richtung bis zur peruanischen Grenze bei Desaguadero durchquert und dabei außer Tarija auch die Metropolen Potosí, Oruro und El Alto passiert. Fünf Kilometer nordwestlich des Zentrums von Tarija überquert die Ruta 1 den Río Guadalquivir, und unmittelbar jenseits der Brücke zweigt eine unbefestigte Landstraße in westlicher Richtung ab und führt vorbei an La Victoria nach Rincón de la Victoria.

## Bevölkerung
Die Einwohnerzahl der Ortschaft ist im vergangenen Jahrzehnt leicht zurückgegangen:
| Jahr | Einwohner   | Quelle       |
| ---- | ----------- | ------------ |
| 1992 | keine Daten | Volkszählung |
| 2001 | 257         | Volkszählung |
| 2012 | 216         | Volkszählung |
| 2024 |             | Volkszählung |